# 4X Sogitec
La 4X Sogitec était une station de travail audio numérique développée par Giuseppe di Giugno à l'IRCAM (Paris) dans les années 1980. Concurrent de l'UPIC de Iannis Xenakis, c'était le dernier grand processeur matériel avant le développement de l'ISPW. Les solutions ultérieures combinaient le contrôle et le traitement audio dans le même ordinateur, comme Max/MSP. La 4X s'est appuyée sur les réalisations du précédent Halaphone, capable de modifier le timbre et de spatialiser le son.
- La 4X est conservée au Musée de la Musique de la Philharmonie de Paris[3].

## Musiciens ayant utilisé la 4X
Pierre Boulez inaugure la 4X en 1981 avec la partition "Répons".
Frank Zappa à propos de la 4X : « Il n’y a qu’en France qu’on peut construire une machine pareille »
Nicolas Schöffer a été l'un des premiers utilisateurs à construire sa méthode de composition avec cette machine.

## Sources
- https://www.lemonde.fr/archives/article/1988/05/10/giuseppe-di-giugno-quitte-l-ircam-la-recherche-et-le-commerce_4100150_1819218.html

- https://mustudio.fr/2007/03/23/la-4x-de-lircam/

- https://120years.net/sogitec-4x-synthesiser-giuseppe-di-giugno-france-1981/

- https://mediatheques.suresnes.fr/Default/doc/CIMU/1031902/les-incontournables-du-musee-station-informatique-4x-ircam

- https://www.jstor.org/stable/3680764

- https://www.musiques-recherches.be/fr/publication/407-la-station-de-travail-musical-4x

- « Sons Dessus Dessous #3 - La station d’informatique musicale 4X », sur ircam.fr (consulté le 24 juillet 2024)